# Zhuangbian
Zhuangbian (kinesiska: 庄边) är en köping i sydöstra Kina. Den ligger i stadsdistriktet Hanjiang i staden Putian i provinsen Fujian, omkring 59 kilometer sydväst om provinshuvudstaden Fuzhou. Antalet invånare är 15 202. Befolkningen består av 7 550 kvinnor och 7 652 män. Barn under 15 år utgör 19,0 %, vuxna 15-64 år 65 %, och äldre över 65 år 14,0 %.